# 青山幸寛
青山 幸寛（あおやま ゆきひろ）は、江戸時代後期の大名。美濃国郡上藩の第4代藩主。官位は従五位下・大膳亮。幸成系青山家8代。

## 略歴
文化3年（1806年）、3代藩主・青山幸孝の長男として誕生した。
文化12年（1815年）、父・幸孝の死去により家督を継ぐ。奏者番となったが、天保3年（1832年）、死去。享年27。
子がなく、弟で養子の幸礼が跡を継いだ。

## 系譜
父母
- 青山幸孝（父）

正室
- 紅姫 - 牧野忠精の娘（正室）

養子
- 青山幸礼 - 幸孝の次男